# باز جنگ‌طلب
باز جنگ‌طلب یا صرفاً باز, لفظیست که در سیاست برای کسی به کار می‌رود که در مباحثه بر سر رفتن به جنگ، یا ادامه یا تشدید کردن یک جنگ حاضر، حامی جنگ است. بازهای جنگ‌طلب متضاد کبوترها هستند. این لفظ از قیاس با پرنده‌هایی با همین نام‌ها برداشته شده‌اند: بازها درندگانی هستند که به دیگر حیوانات حمله کرده و آنها را می‌خورند، در حالی که کبوترها بیشتر دانه و میوه می‌خورند و به طور تاریخی نمادی برای صلحند.
این لفظ باعث ایجاد لفظ دیگری به نام «جوجه باز» شده که به باز جنگ طلبی اشاره دارد که از خدمت نظامی خودداری کرده است.
لفظ باز لیبرال نیز مشتقی از این عبارت سنتی است، و اشاره به فردی دارد که تمایلات لیبرال اجتماعی و دیدگاه پرخاشگرانه در سیاست خارجی را با هم دارد.